# Wilhelm von Lamboy
Wilhelm (Guillaume) von Lamboy, född omkring 1590, död 12 december 1659, var en österrikisk militär. Han var från 1634 friherre och från 1649 greve.
Lamboy härstammade från Nederländerna, gick i spansk krigstjänst och var från 1621 kejserlig överste. 1634 befordrades han till generalmajor och belägrade 1636 förgäves det av James Ramsay Hanau. 1640 besegrade han fransmännen i slaget vid Arras och 1641 i slaget vid Marfée, och utnämndes därefter till fälttygsmästare, men blev 1642 besegrad och fången nära Kempen. 1645 befordrades Lamboy till fältmarskalk, och kämpade från 1647 som överbefälhavare i westfaliska kretsen mot hessarna och Hans Christoff von Königsmarck.